# تپه ده‌سرخه
تپه ده سرخه مربوط به سده‌های اولیه دوران‌های تاریخی پس از اسلام است و در شهرستان نهاوند، بخش مرکزی، دهستان طریق الاسلام، ۲۰۰ متری ضلع جنوبی شرقی روستای ده سرخه واقع شده و این اثر در تاریخ ۲۵ آبان ۱۳۸۷ با شمارهٔ ثبت ۲۳۷۳۴ به‌عنوان یکی از آثار ملی ایران به ثبت رسیده است.